# 王恢
王 恢（おう かい、? - 紀元前133年）は、前漢の人。燕国の人。

## 略歴
建元6年（紀元前135年）、閩越・東越が攻撃しあった際には韓安国と大鴻臚王恢が派遣され、東越に着く前に東越の人々が王を殺害して降伏した。
匈奴が和親を申し出た際、武帝は大臣にそのことを議論させた。大行王恢は匈奴を攻撃することを主張したが韓安国は和親を主張し、大臣たちも韓安国を支持する者が多かった。そこで武帝は和親を許した。
元光2年（紀元前133年）に将軍の王恢の計略によって、馬邑の富豪である聶壱が匈奴を利益で誘い出して攻撃する策を出した（馬邑の役）。韓安国・李広・公孫賀・李息らと並んで王恢も護軍将軍となって従軍したが、これは怪しいと察知した軍臣単于が一人の監察官から仔細を聴いて至急引き揚げた。これ以後、匈奴は漢との友好関係を断交し再び対立の時代を迎えることになった。
しかし、王恢は責任を問われて死罪に当たると判断されて、丞相田蚡に賄賂を贈って、その姉の王太后（武帝の生母）を通じて嘆願したが、武帝は許さなかったので、観念した王恢は自殺した。